# HipHopDX
HipHopDX est un webzine américain consacré au hip-hop, publié quotidiennement depuis 1999. Le site web propose des critiques musicales, des nouvelles ainsi que des interviews.
Le président et éditeur du site est Sharath Cherian et le rédacteur en chef, Justin « The Company Man » Hunte. HipHopDX est la publication phare de Cheri Media Group.
Lors des BET Hip Hop Awards de 2012, HipHopDX a été nommé dans la catégorie « meilleur site de hip-hop ». Le 3 septembre 2013, le magazine The Source a rangé HipHopDX à la troisième place de sa liste des « 2013 Digital Power 30 » qui classe les webzines les plus populaires de l'industrie du hip-hop. 

## HipHopDX Awards
Depuis plusieurs années, le webzine délivre annuellement des récompenses, les HipHopDX Awards, aux meilleurs artistes et œuvres de hip-hop.

### MCde l'année (Emcee of the Year)
- 2006 : Lupe Fiasco
- 2007 : André 3000
- 2008 : Nas
- 2009 : Raekwon
- 2010 : Eminem
- 2011 : Tech N9ne
- 2012 : Kendrick Lamar
- 2013 : Kendrick Lamar
- 2014 : Big K.R.I.T.

### Album de l'année (Album of the Year)
- 2006 : Food & Liquor de  Lupe Fiasco
- 2007 : Graduation de Kanye West
- 2008 : I Pledge Allegiance to the Grind II de Killer Mike
- 2009 : Only Built 4 Cuban Linx... Pt. II de Raekwon
- 2010 : My Beautiful Dark Twisted Fantasy de Kanye West
- 2011 : Section.80 de Kendrick Lamar
- 2012 : Good Kid, M.A.A.D City de Kendrick Lamar
- 2013 : Run the Jewels de Run the Jewels
- 2014 : PRhyme de PRhyme (DJ Premier et Royce da 5'9")

### Producteur de l'année (Producer of the Year)
- 2006 : will.i.am
- 2007 : Polow da Don
- 2008 : Black Milk
- 2009 : No ID
- 2010 : Kanye West
- 2011 : Big K.R.I.T.
- 2012 : The Alchemist
- 2013 : Mike Will Made It
- 2014 : DJ Mustard

### Couplet de l'année (Verse of the year)
- 2006 : R.A. the Rugged Man sur Uncommon Valor: A Vietnam Story des Jedi Mind Tricks
- 2007 : André 3000 sur Da Art of Storytellin' Pt. 4 d'OutKast
- 2008 : Joe Budden sur Who?
- 2009 : Ghostface Killah sur Gihad
- 2010 : Nicki Minaj sur Monster de Kanye West
- 2011 : Kendrick Lamar sur HiiiPoWeR
- 2012 : Killer Mike sur Reagan
- 2013 : Kendrick Lamar sur Control de Big Sean

### Mixtape de l'année (Mixtape of the Year)
- 2008 : The Bar Exam 2 de Royce da 5'9"
- 2009 : So Far Gone de Drake
- 2010 : K.R.I.T. Wuz Here de Big K.R.I.T.
- 2013 : Acid Rap de Chance The Rapper

### Étoile montante de l'année (Rising Star of the Year)
- 2007 : Blu
- 2008 : Wale
- 2009 : Fashawn
- 2010 : Yelawolf
- 2011 : Action Bronson
- 2012 : Joey Bada$$
- 2013 : Chance The Rapper

### Album non hip-hop de l'année (Non Hip Hop Album of the Year)
- 2006 : St. Elsewhere de Gnarls Barkley
- 2007 : Back to Black d'Amy Winehouse
- 2008 : Seeing Sounds de N.E.R.D
- 2009 : Love the Future de Chester French
- 2010 : The Lady Killer de Cee Lo Green
- 2011 : Nostalgia, Ultra de Frank Ocean
- 2012 : Channel Orange de Frank Ocean
- 2013 : The 20/20 Experience de Justin Timberlake

### Comeback de l'année (Comeback of the Year)
- 2007 : UGK
- 2008 : Q-Tip
- 2009 : Wu-Tang Clan
- 2010 : Lloyd Banks
- 2011 : Common
- 2012 : Juicy J
- 2013 : Mac Miller

### Tournée de l'année (Tour of the Year)
- 2010 : The Home & Home Tour de Jay-Z et Eminem
- 2011 : Watch the Throne Tour de Jay-Z et Kanye West
- 2012 : Club Paradise Tour de Drake